# Бурковецкая, Ольга Анатольевна
Ольга Анатольевна Бурковецкая (3 мая 1973) — советская и казахстанская футболистка, выступавшая на позиции полузащитника.
Первой футбольной командой была «Грация», в которой отыграла 4 сезона и которая впоследствии стала ЦСК ВВС, не считая 6 месячной аренды в карагандинский «Олимп». В первом чемпионате СССР в 1990 году забила свой первый гол. В 1993 году вернулась на родину в Казахстан — после декрета вернулась в футбольный клуб «Динамо-ЦСКА» (Алма-Ата).

## Достижения
Чемпионат России по футболу среди женщин
- Вице—чемпион России (1): 1992

Чемпионат Казахстана по футболу среди женщин
- Чемпион Казахстана (1): 1995

клубный объединённый чемпионат Центральной Азии
- Чемпион Центральной Азии (1): 1996